# Columbine (livro)
Columbine é um livro não-fictício escrito por Dave Cullen e publicado pela Twelve em 6 de abril de 2009. É um exame do massacre de Columbine, causado por Eric Harris e Dylan Klebold, em 20 de abril de 1999. O livro abrange dois grandes enredos: a evolução dos assassinos, da qual os levou até o ataque, e a luta dos sobreviventes com as consequências durante a década seguinte. Os capítulos alternam entre as duas histórias. Também foram incluídas representações gráficas de algumas partes do ataque, além dos nomes reais de amigos e familiares (a única exceção foi o apelido "Harriet", usado para uma menina por quem Dylan Klebold estava obsessivamente apaixonado).
Dave Cullen afirma que passou dez anos pesquisando e escrevendo o livro. Anteriormente, contribuia para o The New York Times, o The Washington Post, o The Times de Londres, e o The Guardian. Ele é mais conhecido por seu trabalho para a Slate e para a Salon.com. Sua história na Slate, "The Depressive and the Psychopath", cinco anos antes, ofereceu o primeiro diagnóstico dos assassinos graças a equipe de psicólogos e psiquiatras trazidos até o caso pelo FBI.
O lançamento do livro estava programado para acontecer no aniversário de dez anos do massacre de Columbine, que ocorreu em 20 de abril. O livro passou oito semanas na lista de mais vendidos do The New York Times na primavera de 2009, atingindo o terceiro lugar.
O livro ganhou uma atenção média considerável para discutir os chamados mitos de Columbine, amplamente tomados como concedidos. De acordo com o livro, o massacre não tinha nada a ver com o bullying escolar, os atletas, a subcultura gótica, Marilyn Manson ou a The Trenchcoat Mafia. Dave Cullen também escreve que, de início, o massacre era para ser um bombardeio, em vez de um tiroteio, e que Eric Harris e Dylan Klebold pretendiam causar o pior ataque terrorista da história americana. O livro recebeu excelentes críticas das revistas Time, Newsweek, People, The New York Observer e The New York Times Book Review. Uma das poucas opiniões divergentes veio de Janet Maslin, que escreveu no The New York Times: "O que um livro novo sobre Columbine pode fazer? A cobertura do Sr. Cullen na Salon já havia refutado alguns dos piores conceitos errados sobre a história no outono de 1999... Detalhes emergentes corroboram principalmente o que já era conhecido".
Columbine ganhou vários prêmios e honras, incluindo o Edgar Allan Poe Award, o Barnes & Noble's Discover Award e o Goodreads Choice Award. O livro foi finalista do LA Times Book Prize, do Audie Award e do MPIBA Regional Book Award.
Além disso, Columbine foi nomeado em duas dezenas das listas de Melhores de 2009, incluindo no The New York Times, no Los Angeles Times, no Publishers Weekly, no iTunes e na American Library Association. Foi declarado como o Livro de Educação Superior de 2009, e como um dos melhores da década pelo American School Board Journal.

## Desenvolvimento
Em uma redação da Vanity Fair, de 2015, o autor descreveu o poderoso impacto que sua mentora, Lucia Berlim, teve na criação do livro.

## Sinopse
Columbine tem dois enredos principais, contados em capítulos alternados: a história "antes" da evolução dos assassinos, que os levou ao assassinato, e a história "depois", contada pelos sobreviventes. Há relatos "durante" a tragédia, que são mais curtos e descrevem o próprio ataque, espalhados por todo o livro. Composto por 53 capítulos divididos em cinco partes, o livro também inclui uma linha do tempo, 26 páginas de notas finais detalhadas, e uma bibliografia de 15 páginas organizada em tópicos.
A história "antes" da tragédia é focada principalmente nos anos que os assassinos passaram na escola, antes do massacre. De acordo com os especialistas citados no livro, Eric Harris era psicopata, e Dylan Klebold era um depressivo irritado.
A história "depois" é composta por oito sub-histórias principais, focadas nas pessoas que desempenharam um papel-chave nas consequências do ataque, incluindo o Diretor da Columbine High School, Frank DeAngelis, a suposta mártir cristã, Cassie Bernall (outro mito, de acordo com o livro), "o menino da janela", Patrick Ireland, o Agente Especial de Supervisão do FBI, Dwayne Fuselier, a família da vítima Daniel Rohrbough, e a família do professor Dave Sanders, que morreram tentando salvar alunos dos atiradores. A resposta febril da comunidade Cristã Evangélica à alegada questão do "martírio" também é narrada.
Columbine começa quatro dias antes do massacre, em uma assembléia da escola realizada pelo Diretor Frank DeAngelis, pouco antes do fim de semana que seria realizado o baile de formatura. Cenas do massacre são representadas graficamente nos primeiros capítulos, e, mais tarde, através de flashbacks.

## Recepção
Publicado pela Twelve em 6 de abril de 2009, Columbine estreou no sétimo lugar na lista de mais vendidos do The New York Times nos Estados Unidos. Alcançou o terceiro lugar, e passou oito semanas na lista. and spent eight weeks on the list.
O livro foi muito bem recebido pelos críticos e pela mídia, que focaram bastante na dissipação de vários mitos de Columbine, e também no retrato extensivo das mentes dos dois assassinos. No jornal The New York Observer, Stephen Amidon descreveu Columbine como um "estudo emocionante... Para seu crédito, o Sr. Dave Cullen não simplesmente derruba as lendas de Columbine. Ele também explica de forma convincente o que realmente desencadeou a raiva assassina... inquietante... escrito de forma maravilhosa."
Vários críticos compararam o livro com In Cold Blood, incluindo a ex-Editora-Chefe da revista Publishers Weekly, Sara Nelson, que o revisou para o The Daily Beast e o descreveu como "uma leitura fascinante, ao mesmo nível da maior análise criminal de In Cold Blood ou de The Stranger Beside Me". Um debate surgiu sobre a questão, com alguns críticos concorrendo, e outros argumentando que a arte de Dave Cullen não alcançou a arte de Truman Capote.
Jennifer Senior, do The New York Times Book Review, não concordou com a comparação à Truman Capote, mas deu elogios. Ela disse que: "Se Dave Cullen tivesse capitulado ao clichê enquanto escrevia "Columbine", ele teria começado seu conto 48 horas antes da famosa matança de Eric Harris e Dylan Klebold, parado tudo pouco antes deles dispararem suas armas, e então, voltado para o começo, com a promessa de tentar explicar como os dois garotos chegaram a este passe retorcido. Mas ele não fez isto". Mais tarde, Dave Cullen escreveu: "Não havia nenhum atirador — pelo menos nenhum que seria satisfatório para os estranhos horrorizados, pais de luto ou qualquer um entre eles. Eric Harris era um psicopata, simples assim. Dylan Klebold era um garoto suicida em depressão que uniu seu destino a um sádico. Em vez disso, o que intriga o autor são percepções e percepções equivocadas: o quão difícil é para um tiroteio acontecer; o quão fácil é para as tragédias em massa levarem à desinformação e mitificação; como psicopatas conseguem se destacar na grande con... No entanto, o que é surpreendente é o quanto do livro de Dave Cullen ainda tem uma surpresa. Eu esperava uma história sobre garotos excluídos exigindo vingança, porque era a minha memória do consenso da mídia — Columbine, certo, não havia algo acontecendo lá entre góticos e atletas? De fato, Eric Harris e Dylan Klebold mataram completamente ao acaso naquele dia. Suas vítimas não eram os alvos pretendidos; toda a escola era".
Janet Maslin publicou uma das poucas críticas negativas do livro. Na edição diária do The New York Times, Janet escreveu: "E agora que os livros tão comercialmente ambiciosos como Columbine são comercializados como filmes, um anúncio de vídeo online do livro reúne seus "10 anos de construção", chamando-o de 'a história definitiva de uma tragédia americana'". No mesmo trailer do YouTube, Dave Cullen permitiu ser filmado sentado em sua mesa no meio de plantas caseiras em vasos, percorrendo solenemente uma cópia de um dos diários cheios de ódio dos assassinos".
Janet Maslin escreveu: "Mas o Sr. Dave Cullen não escreveu este livro apenas para dissecar os acontecimentos de Columbine. Ele também convida seus leitores a revivê-los. Então, repete o planejamento e a execução dos assassinatos para alcançar o máximo de impacto dramático, tentando entrar dentro das cabeças dos assassinos".
A redação da revista Newsweek, escrita por Ramin Satoodeh, afirmou: "Na década que chegou desde que Columbine aconteceu, houve vários esforços para dar sentido a este dia: memórias, livros, filmes, até mesmo uma abertura de jogo em Los Angeles, em abril. A conta definitiva, no entanto, provavelmente será Columbine, de Dave Cullen, um livro não-fictício que tem o ritmo de um filme de ação e a complexidade de um drama de Shakespeare... Dave Cullen tem um dom, se esta é a palavra certa, para detalhes excruciantes. Às vezes, a linguagem é tão vívida que você quase consegue sentir o cheiro da pólvora e do medo... Os assassinos de Columbine eram uma dupla estranha e profundamente perturbada, tirados de um livro de Truman Capote. Nós ouvimos muitos detalhes sobre Eric Harris e Dylan Klebold—a fixação deles pelos nazistas, o desejo de violência, as fitas de vídeo caseiras em que prepararam seu grande esquema para que nós assistíssemos mais tarde—mas Dave Cullen, apesar de todas as probabilidades, consegue humanizá-los... Dave também desmascara algumas das maiores falácias.

## Prêmios
Columbine ganhou os seguintes prêmios.
- Edgar Award: Best Fact Crime Book 2009[6]
- Barnes and Noble Discover Award: Best Nonfiction Book 2009[7]
- Goodreads Choice Award: Best Nonfiction Book 2009[8]
- American School Board Association: Best Education Book of 2009[19]
- The Truth About The Fact Award

Columbine foi finalista dos seguintes prêmios.
- The Los Angeles Times Book Prize[20]
- The American Library Association Alex Award[21]
- The Audie Award[22]
- Abraham Lincoln High School Book Award[23] (Vencedor a ser anunciado na primavera de 2012.)
- The Mountains and Plains Independent Booksellers Association Award[24]

Columbine foi nomeado em muitas listas de Melhores de 2009, incluindo estas.
- New York Times Book Review: 100 Notable Books of 2009[25]
- Los Angeles Times: 25 Favorite Nonfiction Books of 2009[9]
- LA Times Editor David Ulin's Top Six Nonfiction[26]
- Entertainment Weekly: Best Books of 2009: #4 in Nonfiction[27]
- American School Board Journal: #1 Education Book for 2009[28]
- Publishers Weekly Best 100 Books for 2009[29]
- iTunes: #1 Best Nonfiction Audiobook of 2009[30]
- Salon.com: 5 Best Nonfiction Books of 2009[31]
- GoodReads Choice Awards: Winner Best Nonfiction of 2009[32]
- Chicago Tribune: Favorite Nonfiction Books of 2009[33]
- Miami Herald: 12 Reviewers' Choices for Most Intriguing Books of 2009[34]
- Borders: 10 Best of 2009: Nonfiction[35]
- Amazon Editors' Picks: 5 Best Current Events Books of 2009[36]
- Amazon Top 100 Customer Favorites of 2009[37]
- Bookmarks: Best Books of 2009[38]
- Mother Jones: Top Books of 2009[39]
- National Post (Canada): Best Books of the Year[40]
- Washington Post Express: 2009 Express Staff Picks[41]
- New Haven Register: 10 recommended nonfiction for 2009[42]
- New London Connecticut's The Day: Best of '09[43]
- New West: Best Books in the West 2009[44]

## Edição de brochura: Novas revelações dos pais dos assassinos
A edição de brochura de Columbine (lançada em 2010) revela detalhes de quatro reuniões secretas envolvendo todos os quatro pais dos assassinos. Este desenvolvimento imprevisto forneceu a primeira visão pública verdadeira da mentalidade de Wayne Harris e Kathy Harris. Os encontros embaraçosos afrouxam o novo "Posfácio" adicionado à brochura. Outras descrições das reuniões de Wayne Harris e Kathy Harris aparecem no recurso do site The Daily Beast, "The Last Columbine Mystery", do mesmo autor, publicado no momento do lançamento da brochura.
O Posfácio também contém atualizações sobre dois pais abandonados e sobre um sobrevivente ferido no massacre de Columbine, e suas perspectivas radicalmente diferentes sobre "perdão". As três pessoas em questão são Linda Mauser (mãe da vítima Daniel Mauser), Bob Curnow (pai da vítima Steven Curnow), e Valeen Schnurr, respectivamente.
A edição de brochura expandida, lançada em 2010, também adiciona escaneamentos dos vários diários dos assassinos, um diagrama do ataque, e perguntas do clube do livro.

## Uso em escolas
Columbine foi amplamente adotado como livro didático em aulas de Inglês e Estudos Sociais em escolas de ensino médio, assim como em aulas de jornalismo em faculdades. O autor criou um Guia dos Professores de Columbine gratuito, assim como videoaulas e um material relacionado que foi amplamente baixado na internet. O guia contém unidades sobre depressão em adolescentes, P.T.S.D. e formas de superar a adversidade.
Várias associações educacionais entregaram o livro para estudantes e professores. O American School Board Journal nomeou o livro como "Livro de Ensino Superior de 2009", e também o chamou de "um dos melhores livros de educação dos últimos 10 anos". A American Library Association selecionou Columbine como finalista de seu prêmio "Alex Award for Young Adult Readers". Em 2011, a Illinois School Library Media Association nomeou Columbine em seu prêmio "Abraham Lincoln Award: Illinois' High School Readers' Choice Award", que ficou aberto para votos de alunos até fevereiro de 2012.

## Críticas
- Crítica do site Letters on Pages
- Links das principais críticas no site do autor